# Municipio de Andrea
El municipio de Andrea (en inglés: Andrea Township) es un municipio ubicado en el condado de Wilkin en el estado estadounidense de Minnesota. En el año 2010 tenía una población de 65 habitantes y una densidad poblacional de 0,71 personas por km².

## Geografía
El municipio de Andrea se encuentra ubicado en las coordenadas 46°19′33″N 96°20′30″O / 46.32583, -96.34167. Según la Oficina del Censo de los Estados Unidos, el municipio tiene una superficie total de 91.8 km², de la cual 91,8 km² corresponden a tierra firme y (0 %) 0 km² es agua.

## Demografía
Según el censo de 2010, había 65 personas residiendo en el municipio de Andrea. La densidad de población era de 0,71 hab./km². De los 65 habitantes, el municipio de Andrea estaba compuesto por el 89,23 % blancos, el 6,15 % eran asiáticos, el 4,62 % eran de otras razas. Del total de la población el 4,62 % eran hispanos o latinos de cualquier raza.